# 2042年4月5日月食
2042年4月5日月食为一次將在协调世界时2042年4月5日出現的半影月食。該次月食半影食分為0.894、全影食分為-0.213。

## 概述
這次月食的食分是13.01。

## 基本參數
- 類型：半影月食
- 食甚資料：
  - 日期：2042年4月5日
  - 時間：14:28
  - 月球位置：赤經13.01度、赤緯-5.4度
  - 食分：半影食分：0.894、全影食分：-0.213

## 外部連結
- NASA月食專頁（页面存档备份，存于）（英文）